# Boxer TV Access
Boxer TV Access è una piattaforma televisiva a pagamento svedese disponibile nella televisione digitale terrestre. È nata nell'ottobre del 1999 sul modello della pay tv digitale terrestre britannica ITV Digital.
Boxer offre decine di canali ricevibili nel 98% della popolazione svedese. In questa piattaforma, tutti i canali, tranne quelli della tv pubblica SVT, sono criptati.
Boxer TV possedeva delle percentuali della ex pay tv italiana Dahlia TV.

## Canali
| - 1. SVT1 (free-to-air, AC3) - 2. SVT2 (free-to-air, AC3) - 3. TV3 (regional version) - 4. TV4 (local version, free-to-air) - 5. Kanal 5 (regional version) - 6. TV6 (free-to-air) - 7. TV4 Plus - 8. TV8 - 9. Kanal 9 - 10. MTV - 11. Comedy Central - 12. VH1 - 14. TV400 - 15. 7 (MPEG-4) - 16. Star! (MPEG-4) - 17. Canal 7 (MPEG-4) - 20. Animal Planet (MPEG-4) - 21. Discovery - 22. Discovery Science (MPEG-4) - 23. TLC - 24. TV4 Fakta | - 25. Axess TV (MPEG-4) - 26. CNN - 27. BBC World News (MPEG-4) - 30. Nickelodeon - 31. Disney Channel - 32. Disney XD (MPEG-4) - 34. TV4 Film - 35. Silver - 36. TCM - 37. Showtime (MPEG-4) - 40. Eurosport - 41. TV4 Sport - 42. TV10 - 43. Eurosport 2 - 45. Canal+ First (AC3) - 46. Canal+ Hits Sport WE - 47. Canal+ Sport 1/SF-kanalen - 48. Canal+ Series - 49. Canal+ Sport HD - 61. SVT1 HD (free-to-air) (HDTV) - 62. SVT2 HD (free-to-air) (HDTV) - 63. TV3 HD (HDTV) - 64. TV4 HD (HDTV) - 65. Kanal5 HD (HDTV) - 66. National Geographic HD (HDTV) - 67. MTVN HD (HDTV) | - 82. 24nt/24Corren/24Norrbotten/Kanal 12/ (free-to-air) - 84. TV Finland (free-to-air) - 93. SVT1 con sottotitoli (free-to-air) - 94. SVT2 con sottotitoli (free-to-air) - 96. SVT1 - 97. SVT2 - 98. SVTB/SVT24 - 99. Kunskapskanalen |

## Pacchetti
I canali di Boxer sono suddivisi in cinque pacchetti base:
- Boxer Mini con TV4 Plus, TV4 Fakta, Kanal 9, CNN International e Discovery Channel
- Boxer Mix con TV4 Plus, TV4 Fakta, Kanal 9, CNN International e Discovery Channel, TV3, Kanal 5, TV400, TV4 Film, TV4 Sport, Eurosport, Animal Planet, Comedy Central, ZTV, MTV, Canal 7, TV8, Nickelodeon
- Boxer Max con TV4 Plus, TV4 Fakta, Kanal 9, CNN International e Discovery Channel, TV3, Kanal 5, TV400, TV4 Film, TV4 Sport, Eurosport, Animal Planet, Comedy Central, ZTV, MTV, Canal 7, TV8, Nickelodeon, VH1, Disney Channel, TCM e Silver
- Boxer TV4 con TV4 Plus, TV400, TV4 Film, TV4 Fakta e TV4 Sport
- Boxer Canal+ con Canal+ First, Canal+ Hits Sport Weekend e Canal+ Sport 1

I canali in chiaro SVT1, SVT2, SVT1 HD, SVT2 HD, SVT24, SVTB, Kunskapskanalen, TV4 e  TV6 sono inclusi.
Ci sono tre pacchetti extra aggiuntivi:
- Boxer Barn con Disney Channel, Nickelodeon e Animal Planet
- Boxer Film con Canal+ First, Canal+ Hits Sport Weekend, TV4 Film, TCM and Silver
- Boxer HD con TV3 HD, TV4 HD, Kanal 5 HD, MTVN HD e National Geographic HD.